# Soldadura aluminotèrmica

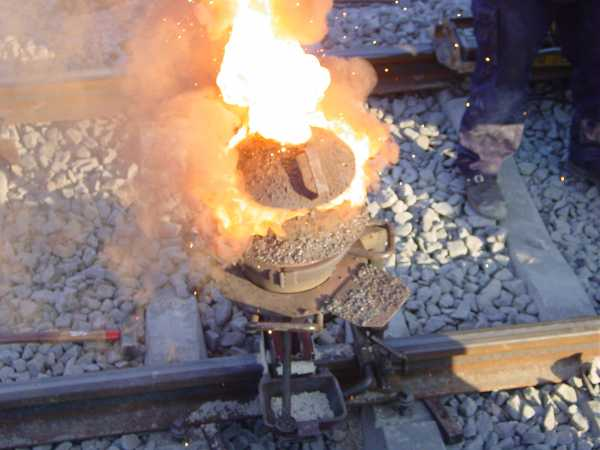
Reacció en procés, moments abans que el metall fos arribar al forat entre els extrems dels rails.

La soldadura aluminotèrmica és un procediment de soldadura mitjançant termita utilitzat en rails de vies fèrries. Es basa en el procés, fortament exotèrmic, de reducció de l'òxid de ferro per l'alumini, segons la fórmula
Fe₂O₃ + 2Al → Al₂O₃ + 2Fe

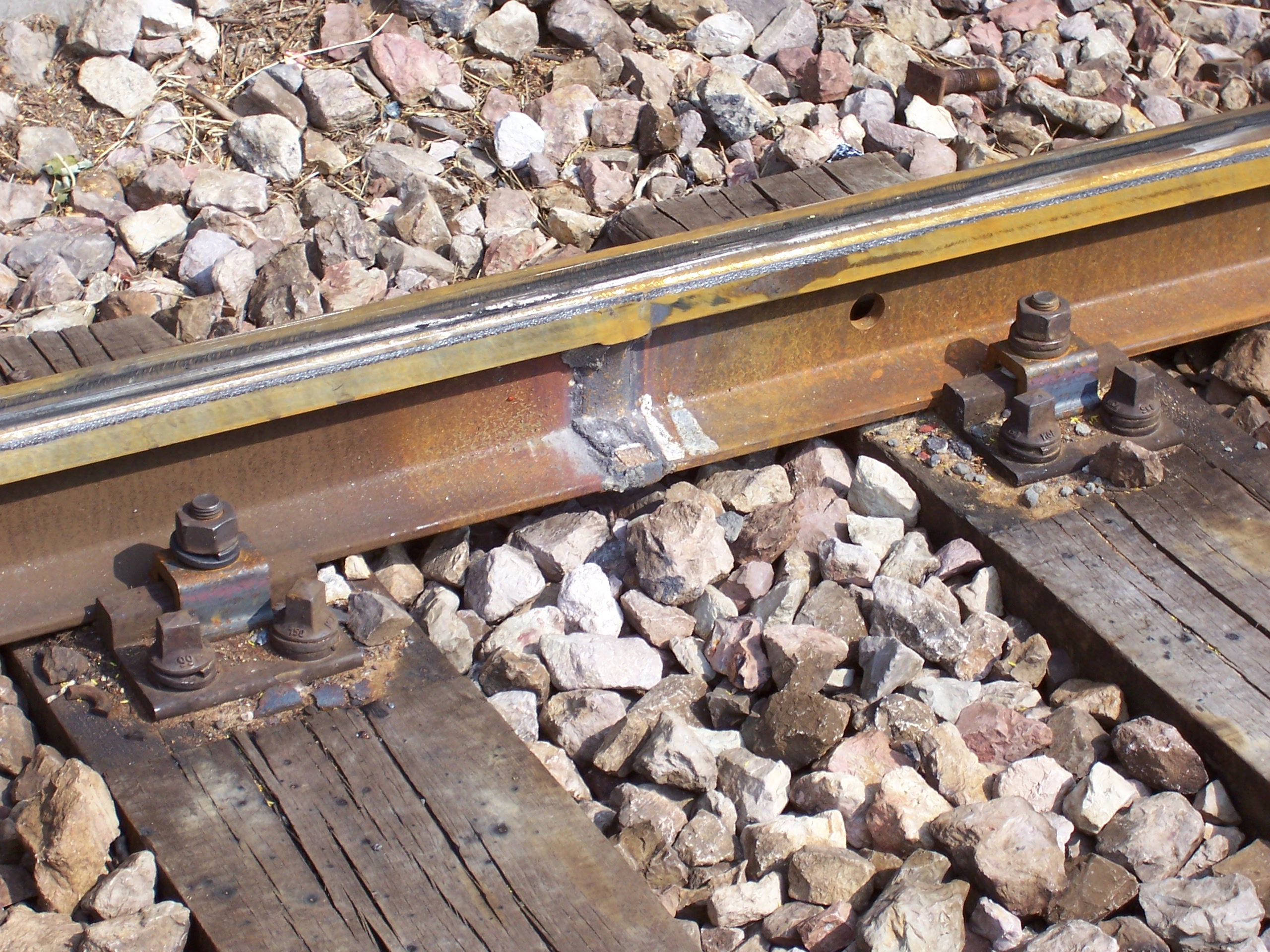
Soldadura aluminotèrmica acabada.

Desenvolupada el 1893 per Hans Goldschmidt, aquesta soldadura es realitza mitjançant un motlle refractari col·locat en els extrems dels carrils a unir, dins del qual s'aboca el ferro fos producte de la reacció, la qual s'inicia amb una bengala de fòsfor.
L'òxid de ferro i l'alumini, finament molts, se situen en la porció de soldadura, la qual es disposa dins d'un gresol situat a sobre dels carrils a soldar. Una vegada assolida la temperatura adequada es destapa el gresol mitjançant un fusible situat a la base, i es deixa colar el metall fos, que omple el motlle. Un cop iniciada la reacció, el procés és molt ràpid i el material fos flueix dins del motlle de la manera estudiada, quedant l'acer entre els extrems a soldar i abocant l'escòria de corindó en una cubeta. Hi ha diversos tipus de soldadura, atenent a la composició de l'acer dels carrils i a la geometria d'aquests, encara que generalment s'utilitzen soldadures que requereixen l'escalfament previ dels extrems a soldar i del motlle on s'abocarà el metall fos.
L'escalfament es realitza mitjançant una barreja d'oxigen i propà, o barreja d'oxigen i gasolina. Després de l'abocament de la porció de soldadura, s'espera un lapse de temps especificat pel fabricant i es procedeix a trencar el motlle i a tallar les rebaves per després polir la superfície de rodament del carril amb una mola. En el moment que se situen els motlles per a la soldadura en el seu lloc, els buits s'omplen amb una pasta segelladora, dissenyada especialment per a suportar la temperatura, i així evitar fuites.